# Campeonato Argentino de Rugby 1963
El Campeonato Argentino de Rugby de 1963 fue la décimo-novena edición del torneo de uniones regionales organizado por la Unión Argentina de Rugby. Se llevó a cabo entre el 28 de julio y el 29 de septiembre de 1963.
La Unión de Rugby de Mar del Plata fue suspendida de participar en esta edición del torneo debido a la inclusión indebida de un jugador en las semifinales del Campeonato Argentino de Rugby 1962 contra la Unión de Rugby de Rosario. El jugador, Luis Prieto, se encontraba militando en el Club Pucará de la Unión Argentina de Rugby.  Si bien estaba contemplada la posibilidad de que los jugadores pudiesen representar a su unión de origen, esta reglamentación fue aprobada el 21 de mayo de 1963.
El seleccionado de Buenos Aires consiguió su segundo título luego de derrotar 9-3 al equipo de la Unión Cordobesa de Rugby en la final, la cual se disputó en las instalaciones del Córdoba Athletic Club.

## Equipos participantes
Participaron de esta edición diez equipos: nueve uniones provinciales y la Unión Argentina de Rugby, representada por el equipo de Buenos Aires. 
| Equipo         | Unión                                                |
| -------------- | ---------------------------------------------------- |
| Alto Valle     | Unión de Rugby del Alto Valle de Río Negro y Neuquén |
| Buenos Aires   | Unión Argentina de Rugby                             |
| Córdoba        | Unión Cordobesa de Rugby                             |
| Cuyo           | Unión de Rugby de Cuyo                               |
| Norte          | Unión de Rugby del Norte                             |
| Rosario        | Unión de Rugby de Rosario                            |
| San Juan       | Unión Sanjuanina de Rugby                            |
| Santa Fe       | Unión Santafesina de Rugby                           |
| Sur            | Unión de Rugby del Sur                               |
| Valle de Lerma | Unión de Rugby del Valle de Lerma                    |

La Unión de Rugby del Valle de Lerma, originalmente en la Zona C, fue eliminada del torneo al no presentarse a disputar su encuentro del 28 de julio contra la Unión Cordobesa de Rugby.

## Primera fase

### Zona A
| Pos. | Equipos  | Partidos | Partidos | Partidos | Tantos | Tantos | Tantos |
| Pos. | Equipos  | G        | E        | P        | PF     | PC     | DP     |
| ---- | -------- | -------- | -------- | -------- | ------ | ------ | ------ |
| 1.°  | Rosario  | 1        | 0        | 0        | 21     | 8      | +13    |
| 2.°  | Santa Fe | 0        | 0        | 1        | 8      | 21     | -13    |

| 1 de septiembre | Santa Fe                                                           | 8 - 21  | Rosario | Estudiantes de Paraná, Paraná               |                                             |
|                 | Tries: J. Vicario Conversiones: G. García Sarubbi Drops: R. Lozano | Reporte | Tries: J. Imhoff M. Bouza W. Villar M. Cervilla M. Paván Conversiones: O. Aletta de Sylvas Penales: O. Aletta de Sylvas | Árbitro(s): Fernando R. Malmierca (Tucumán) | Árbitro(s): Fernando R. Malmierca (Tucumán) |

### Zona B
| Pos. | Equipos      | Partidos | Partidos | Partidos | Tantos | Tantos | Tantos |
| Pos. | Equipos      | G        | E        | P        | PF     | PC     | DP     |
| ---- | ------------ | -------- | -------- | -------- | ------ | ------ | ------ |
| 1.°  | Buenos Aires | 2        | 0        | 0        | 161    | 3      | +158   |
| 2.°  | Sur          | 1        | 0        | 1        | 31     | 70     | -39    |
| 3.°  | Alto Valle   | 0        | 0        | 2        | 7      | 126    | -119   |

| 28 de julio | Sur                                                            | 21 - 5  | Alto Valle                                 | BNPB, Punta Alta                               |                                                |
|             | Tries: J. Suárez O. Fasano A. Herfurth Conversiones: A. Torres | Reporte | Tries: A. Pelliza Conversiones: A. Pelliza | Árbitro(s): Pedro C. Yacachurri (Buenos Aires) | Árbitro(s): Pedro C. Yacachurri (Buenos Aires) |

| 15 de agosto | Buenos Aires | 63 - 6  | Sur                         | San Isidro,                         |                                     |
|              | Tries: H. Goti J. C. Queirolo E. Neri G. McCormick E. Poggi M. Puigdeval J. Lasalle E. Scharenberg R. Hogg C. Iribarren Conversiones: J. C. Queirolo H. Goti E. Poggi | Reporte | Tries: H. de Caso J. Suárez | Árbitro(s): Rolando Vélez (Córdoba) | Árbitro(s): Rolando Vélez (Córdoba) |

| 7 de septiembre | Alto Valle | 0 - 98  | Buenos Aires | Neuquén,                                 |                                          |
|                 |            | Reporte | Tries: H. Goti E. Neri B. Otaño D. Churchill-Browne J. C. Queirolo C. Álvarez J. Dartiguelongue E. Gaviña C. Irribarren Conversiones: J. C. Queirolo F. Villamil L. Gradín H. Goti | Árbitro(s): Jorge Merelle (Buenos Aires) | Árbitro(s): Jorge Merelle (Buenos Aires) |

### Zona C
| Pos. | Equipos        | Partidos | Partidos | Partidos | Tantos | Tantos | Tantos |
| Pos. | Equipos        | G        | E        | P        | PF     | PC     | DP     |
| ---- | -------------- | -------- | -------- | -------- | ------ | ------ | ------ |
| 1.°  | Córdoba        | 1        | 0        | 0        | 19     | 11     | +8     |
| 2.°  | Norte          | 0        | 0        | 1        | 11     | 19     | -8     |
| -    | Valle de Lerma | -        | -        | -        | -      | -      | -      |

| | Norte | 15 - 0         | Valle de Lerma |  |  |
| |       | (p.37) Reporte |                |  |  |
| Debido a la descalificación de la Unión de Rugby del Valle de Lerma, este encuentro fue retroactivemente anulado. |       |                |                |  |  |

| 28 de julio | Córdoba | -       | Valle de Lerma |  |  |
|             |         | Reporte |                |  |  |

| 15 de septiembre | Norte                                                                 | 11 - 19 | Córdoba                                                                                   | EUDEF, Tucumán                        |                                       |
|                  | Tries: J. Ritorto R. Álvarez Conversiones: C. Ponce Penales: J. Terán | Reporte | Tries: L. Rodríguez C. Ferretti J. Ramírez Conversiones: C. Ferretti Penales: C. Ferretti | Árbitro(s): Gavin B. Davies (Mendoza) | Árbitro(s): Gavin B. Davies (Mendoza) |

### Zona D
| Pos. | Equipos  | Partidos | Partidos | Partidos | Tantos | Tantos | Tantos |
| Pos. | Equipos  | G        | E        | P        | PF     | PC     | DP     |
| ---- | -------- | -------- | -------- | -------- | ------ | ------ | ------ |
| 1.°  | San Juan | 1        | 0        | 0        | 19     | 15     | +4     |
| 2.°  | Cuyo     | 0        | 0        | 1        | 15     | 19     | -4     |

| 1 de septiembre | San Juan                                                                              | 19 - 15 | Cuyo                                                        | San Juan,                                       |                                                 |
|                 | Tries: R. Posleman R. Rodríguez L. Barroso Conversiones: D. Bustos Penales: D. Bustos | Reporte | Tries: L. Chaluleu J. Walker E. Naveyra Penales: E. Naveyra | Árbitro(s): Manuel A. Peralta Ramírez (Córdoba) | Árbitro(s): Manuel A. Peralta Ramírez (Córdoba) |

## Segunda fase
|  | Semifinales      | Semifinales      | Semifinales      |              |         | Final            | Final            | Final            |  |
|  | 22 de septiembre | 22 de septiembre | 22 de septiembre |              |         | 29 de septiembre | 29 de septiembre | 29 de septiembre |  |
|  |                  |                  |                  |              |         |                  |                  |                  |  |
|  |                  |                  |                  |              |         |                  |                  |                  |  |
|  | San Juan         | San Juan         | 0                |              |         |                  |                  |                  |  |
|  | San Juan         | San Juan         | 0                |              |         |                  |                  |                  |  |
|  | Córdoba          | Córdoba          | 32               |              |         |                  |                  |                  |  |
|  | Córdoba          | Córdoba          | 32               |              | Córdoba | Córdoba          | 3                |                  |  |
|  |                  |                  |                  |              | Córdoba | Córdoba          | 3                |                  |  |
|  |                  |                  | Buenos Aires     | Buenos Aires | 9       |                  |                  |                  |  |
|  | Buenos Aires     | Buenos Aires     | Buenos Aires     | Buenos Aires | 9       | 30               |                  |                  |  |
|  | Buenos Aires     | Buenos Aires     |                  |              |         | 30               |                  |                  |  |
|  | Rosario          | Rosario          | 14               |              |         |                  |                  |                  |  |
|  | Rosario          | Rosario          | 14               |              |         |                  |                  |                  |  |
|  |                  |                  |                  |              |         |                  |                  |                  |  |

### Semifinales
| 22 de septiembre | San Juan | 0 - 32  | Córdoba                                                                                                  | San Juan,                                    |                                              |
|                  |          | Reporte | Tries: J. Astrada H. Pérez A. Verde E. Quetglas E. Trakal Conversiones: C. Ferretti Penales: C. Ferretti | Árbitro(s): Fernando R. Malmierca (Tucumán). | Árbitro(s): Fernando R. Malmierca (Tucumán). |

| 22 de septiembre | Buenos Aires | 30 - 14 | Rosario                                                                        | CASI, San Isidro                        |                                         |
|                  | Tries: E. Neri L. Gradín H. Goti J. C. Queirolo C. Álvarez B. Otaño Conversiones: J. C. Queirolo Penales: J. C. Queirolo Drops: J. Haack | Reporte | Tries: M. Paván Conversiones: O. Aletta de Sylvas Penales: O. Aletta de Sylvas | Árbitro(s): Tomás Blades (Buenos Aires) | Árbitro(s): Tomás Blades (Buenos Aires) |

### Final
| 29 de septiembre | Córdoba              | 3 - 9   | Buenos Aires                         | Córdoba Athletic Club, Córdoba                 |                                                |
|                  | Penales: C. Ferretti | Reporte | Tries: E. Neri Drops: J. C. Queirolo | Árbitro(s): Carlos M. Seminario (Buenos Aires) | Árbitro(s): Carlos M. Seminario (Buenos Aires) |

|                      |
| Buenos Aires Campeón |
| Segundo título       |

## Estadísticas

### Máximos anotadores
| Pos. | Nombre              | Equipo       | Try | Con. | Pen. | Drop | Pts. |
| ---- | ------------------- | ------------ | --- | ---- | ---- | ---- | ---- |
| 1    | J. C. Queirolo      | Buenos Aires | 5   | 16   |      | 1    | 50   |
| 2    | H. Goti             | Buenos Aires | 12  | 3    |      |      | 42   |
| 3    | C. Ferretti         | Córdoba      | 1   | 6    | 5    |      | 30   |
| 4    | O. Aletta de Sylvas | Rosario      |     | 6    | 5    |      | 27   |
| 5    | E. Neri             | Buenos Aires | 8   |      |      |      | 24   |
| 6    | F. Villamil         | Buenos Aires |     | 6    |      |      | 12   |
| 6    | D. Bustos           | San Juan     |     | 2    | 2    |      | 10   |

## Partidos de exhibición
En el transcurso de la temporada la Unión Argentina de Rugby decidió organizar un encuentro entré los tradicionales seleccionados de Capital y Provincia, no como parte del Campeonato Argentino, sino como un evento local destinado a satisfacer los deseos del público aficionado de ver a los mejores jugadores "locales".
| 9 de julio | Provincia                                                           | 13 - 6  | Capital              | Club Atlético San Isidro, San Isidro |                         |
|            | Tries: J. Lasalle C. Poggi Conversiones: C. Poggi Penales: C. Poggi | Reporte | Penales: F. Villamil | Árbitro(s): R. Caldwell              | Árbitro(s): R. Caldwell |

Un segundo encuentro se disputó previo a las semifinales del Campeonato Argentino entre Buenos Aires y un equipo denominado El Resto, el cual reunió en gran parte a otros jugadores de la región bonaerense junto a jugadores provenientes de Mar del Plata y San Juan.
| 15 de septiembre | Buenos Aires                                                  | 10 - 11 | El Resto                                                         | Club Atlético San Isidro, San Isidro |                             |
|                  | Tries: H. Goti E. Scharenberg Conversiones: J. Dartiguelongue | Reporte | Tries: B. Pearson Conversiones: F. Villamil Penales: F. Villamil | Árbitro(s): Emilio Aiccardi          | Árbitro(s): Emilio Aiccardi |